# Liste der Minister für Nordirland

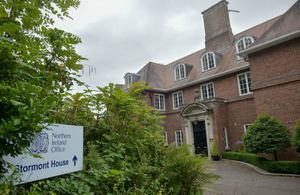
Sitz in Nordirland, Stormont House in Belfast

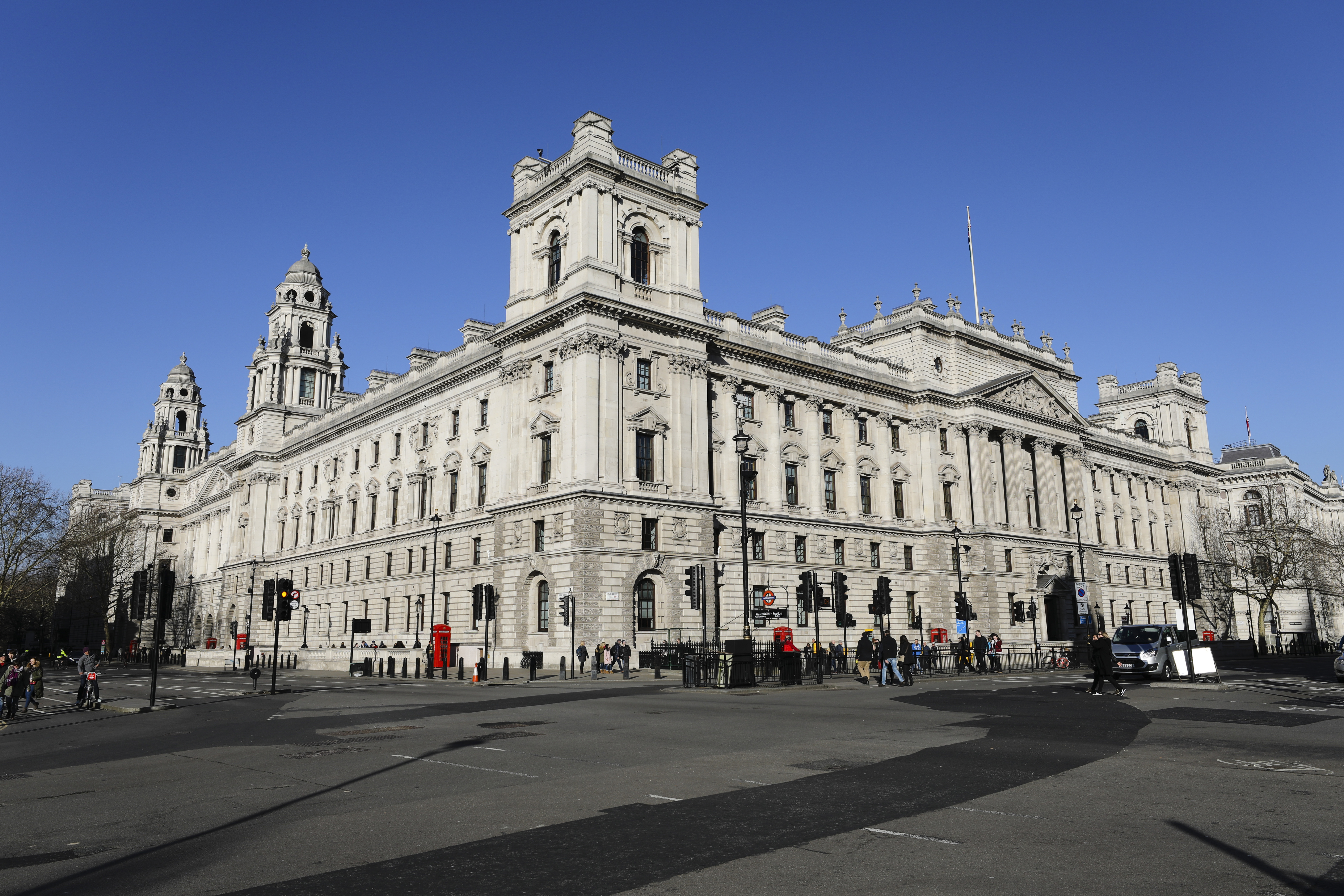
Sitz in London, Horse Guards Road, London

Überblick aller britischen Minister für Nordirland (englisch Secretaries of State for Northern Ireland, irisch Rúnaí Stáit Thuaisceart Éireann) seit der Schaffung des Ministeriums, Northern Ireland Office (NIO), im Jahr 1972:
| Name                      | Amtszeit (Beginn)  | Amtszeit (Ende)    | Partei      |
| ------------------------- | ------------------ | ------------------ | ----------- |
| William Whitelaw          | 24. März 1972      | 2. Dezember 1973   | Konservativ |
| Francis Pym               | 2. Dezember 1973   | 4. März 1974       | Konservativ |
| Merlyn Rees               | 5. März 1974       | 10. September 1976 | Labour      |
| Roy Mason                 | 10. September 1976 | 4. Mai 1979        | Labour      |
| Humphrey Atkins           | 5. Mai 1979        | 14. September 1981 | Konservativ |
| James Prior               | 14. September 1981 | 11. September 1984 | Konservativ |
| Douglas Hurd              | 11. September 1984 | 3. September 1985  | Konservativ |
| Tom King                  | 3. September 1985  | 24. Juli 1989      | Konservativ |
| Peter Brooke              | 24. Juli 1989      | 10. April 1992     | Konservativ |
| Patrick Mayhew            | 10. April 1992     | 2. Mai 1997        | Konservativ |
| Mo Mowlam                 | 3. Mai 1997        | 11. Oktober 1999   | Labour      |
| Peter Mandelson           | 11. Oktober 1999   | 24. Januar 2001    | Labour      |
| John Reid                 | 25. Januar 2001    | 24. Oktober 2002   | Labour      |
| Paul Murphy               | 24. Oktober 2002   | 6. Mai 2005        | Labour      |
| Peter Hain                | 6. Mai 2005        | 27. Juni 2007      | Labour      |
| Shaun Woodward            | 27. Juni 2007      | 11. Mai 2010       | Labour      |
| Owen Paterson             | 12. Mai 2010       | 4. September 2012  | Konservativ |
| Theresa Villiers          | 4. September 2012  | 14. Juli 2016      | Konservativ |
| James Brokenshire         | 14. Juli 2016      | 8. Januar 2018     | Konservativ |
| Karen Bradley             | 8. Januar 2018     | 24. Juli 2019      | Konservativ |
| Julian Smith              | 24. Juli 2019      | 13. Februar 2020   | Konservativ |
| Brandon Lewis             | 13. Februar 2020   | 7. Juli 2022       | Konservativ |
| Shailesh Vara             | 7. Juli 2022       | 6. September 2022  | Konservativ |
| Christopher Heaton-Harris | 6. September 2022  | 5. Juli 2024       | Konservativ |
| Hilary Benn               | 5. Juli 2024       | amtierend          | Labour      |